# Republic XF-91
Die Republic XF-91 Thunderceptor war ein experimenteller Abfangjäger des US-amerikanischen Flugzeugherstellers Republic. Es handelt sich um ein einsitziges Ganzmetall-Flugzeug mit einem Hybridantrieb aus Strahl- und Raketentriebwerk. Grundlage für den Mitteldecker war die Republic F-84.

## Geschichte
Erste Untersuchungen von Alexander Kartweli (der auch die P-47 und F-84 entworfen hatte) zur XF-91 begannen 1946. Die Maschine war das erste für die Abfangjagd entwickelte Flugzeug, das schneller als der Schall fliegen konnte, die Konzeption sah einen Einsatz zur Objektverteidigung vor. Dazu wurden mehrere ungewöhnliche Auslegungen gewählt. So war die Profiltiefe an der Flügelwurzel der mit 35° gepfeilten Tragfläche geringer als an den Tragflächenenden (sie hatte dort eine Breite von 3,92 m), und sein Einstellwinkel konnte im Flug (vor allem für Start und Landung) durch hydraulische Hebeschrauben zwischen −2° und +5,65° stufenlos verändert werden. Diese eigenwillige Tragflächenform resultierte aus den damaligen geringen Erfahrungen mit Pfeilflügeln, deren Flugeigenschaften man vor allem im Langsamflug noch nicht ausreichend konstruktiv beherrschte. Aus konstruktiven Gründen war außerdem die Anordnung des Hauptfahrwerks weit außen notwendig – so ergab sich der Grundriss der Tragfläche. Zur Unterbringung des Hauptfahrwerks musste die Tragfläche ausreichend dick sein, was die größere Profiltiefe und -dicke der äußeren Tragfläche erklärt. Hierdurch verringerte man zugleich die Schwingungsanfälligkeit der Tragfläche und verbesserte die Stabilität der Maschine, speziell auch im Langsamflug. Als Nebeneffekt dieser Konstruktion erwarteten die Ingenieure durch die dünnen Tragflächen in Rumpfnähe den Luftwiderstand in diesem kritischen Bereich zu reduzieren. Die beiden nach außen in die Tragflächen einzuziehenden Fahrwerksfederbeine hatten je zwei kleine Laufräder in Tandemanordnung, das Bugrad fuhr nach hinten in den Rumpf ein. Zum Erreichen der geplanten Flugleistungen war ein J47-Strahltriebwerk mit Nachbrenner vorgesehen. Da ein solches mit Nachbrenner jedoch nicht zur Verfügung stand, entwickelte Republic diesen selbst. Der Nachbrenner war in der Leistung regelbar ausgelegt, wobei sich das automatische System als nicht zuverlässig erwies und so die Regelung kurioserweise nach Anweisungen des Piloten durch Fernsteuerung vom Boden aus erfolgte. Ein weiteres Problem des Nachbrennerbetriebes war die kurze Lebensdauer der inneren Auslassverkleidung von nur fünf Stunden. Da auch damit ein Überschallflug und die geplante Steigleistung nicht erreichbar waren, wurden zusätzlich zwei Raketentriebwerke Curtiss-Wright XLR-27 eingeplant. Da diese nicht lieferbar waren, wurden anstelle dieser vier Raketentriebwerke XLR-11 von Reaction Motors eingebaut, je zwei ober- und unterhalb des Strahltriebwerkes.

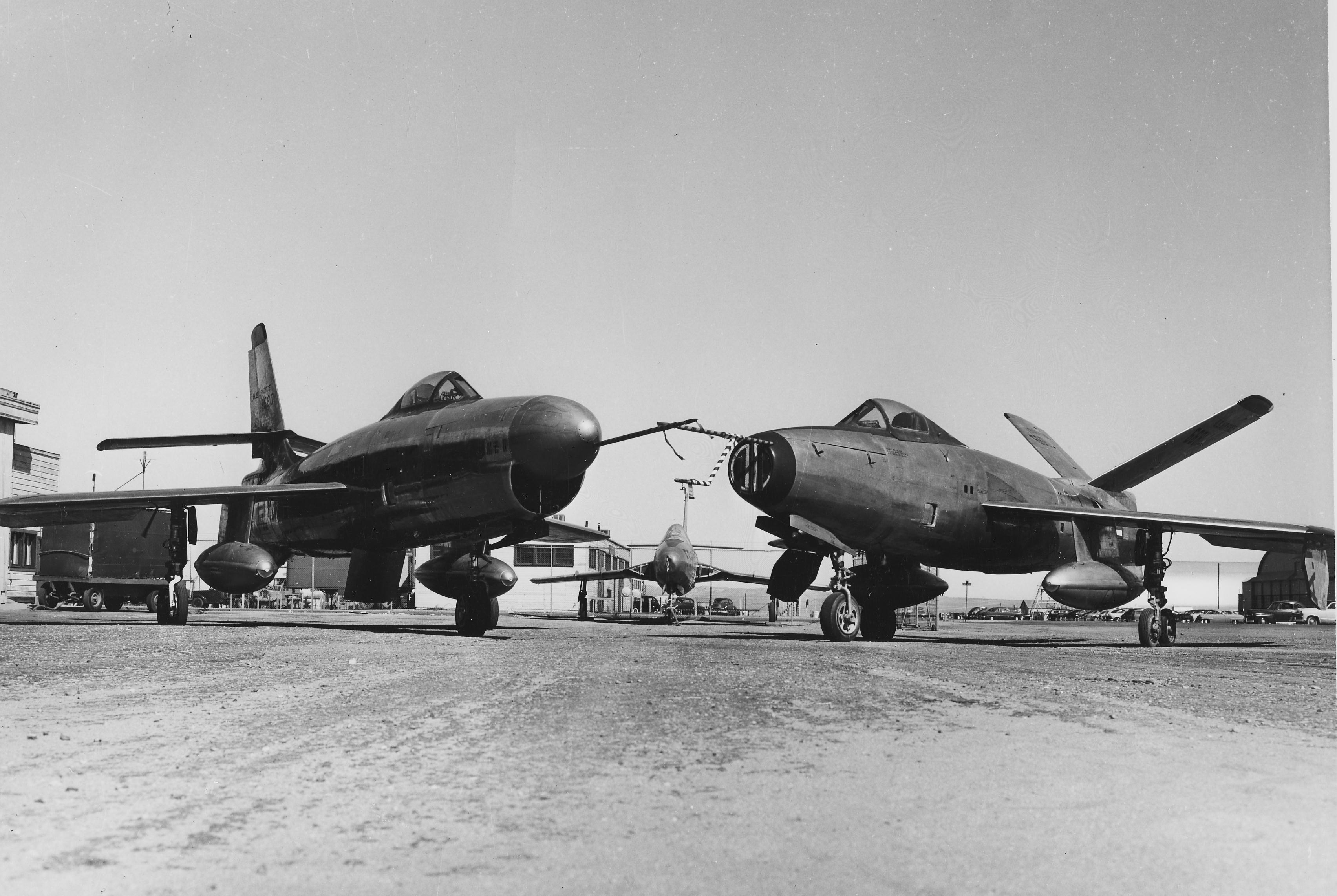
46-680 und 46-681

Die amerikanischen Militärs zeigten Interesse an der Konstruktion und bestellten zwei noch als XP-91 bezeichnete Prototypen. Die erste Maschine verließ am 24. Februar 1949 die Werkhallen in Farmingdale Long Island. Der (aus Sicherheitsgründen zur Edwards Air Force Base verlegte) Erstflug der XF-91 mit Republic-Cheftestpilot Carl Bellinger am Steuer fand am 9. Mai 1949 statt. Es wurde eine Reihe von erstaunlich reibungslosen Flugversuchen durchgeführt, bei denen die Maschine als erster in den USA entwickelter Kampfflugzeugtyp am 9. Dezember 1952 Überschall erreichte.
Grund für die Verzögerung war die späte Installation der Raketentriebwerke, die erst Ende 1952 erfolgte. Der zweite Prototyp (46-681) flog noch versuchsweise mit einem V-Leitwerk und einem Radarbug ähnlich dem der F-86D, verunglückte jedoch bereits 1951 nach einem Triebwerksschaden.
Es kam jedoch zu keiner Serienfertigung der geplanten XF-91A (normale) und XF-91B (Allwetterversion ähnlich dem zweiten Prototyp), da die Flugzeit auf nur 25 Minuten begrenzt blieb. So blieb es letztlich bei den zwei Prototypen, nachdem die Air Force das Projekt 1954 eingestellt hatte. Insgesamt erwies sich die Konstruktion, speziell der Tragfläche, als zu schwer und die vorgesehene taktische Leistungsfähigkeit wurde nicht erreicht.

## Technische Daten
- Besatzung: 1
- Länge: 13,21 m
- Spannweite: 9,52 m
- Höhe: 5,51 m
- Flügelfläche: 29,73 m²
- Flügelstreckung: 3,0
- Leermasse: 7.181 kg
- norm. Startmasse: 8.424 kg
- max. Startmasse: 13.600 kg

Dreiseitenriss der XF-91

- Triebwerk: ein General Electric J47-GE-3 mit 23,2 kN Schub ohne und 35,24 kN mit Nachbrenner
  - zusätzlich vier Raketenmotoren Reaction Motors XLR11-RM-9 mit je 6,67 kN Schub
- Höchstgeschwindigkeit: 1584 km/h (nach anderen Quellen 1191 bzw. 1812 km/h)
- maximale Reichweite: 1.870 km
- Dienstgipfelhöhe: 16.750 m
- vorgesehene Bewaffnung der Serienversion: zwei bis vier 20-mm-Maschinenkanonen, zwei Luft-Luft-Lenkraketen

## Erhaltene Flugzeuge

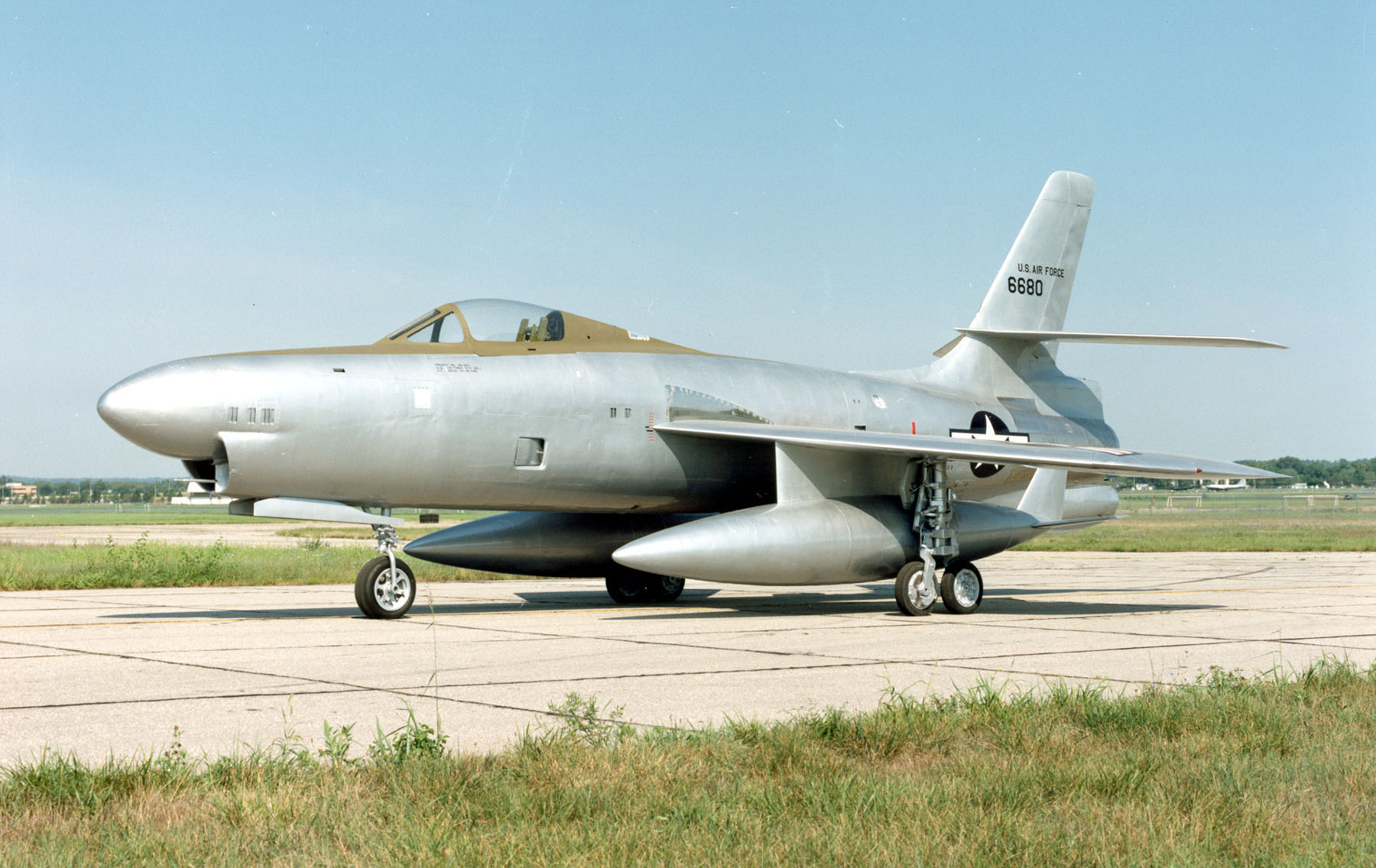
46-680 im National Museum of the United States Air Force

Der erste Prototyp (USAF-Seriennummer 46-680) ist im National Museum of the United States Air Force ausgestellt.